# たびレジ
たびレジとは、日本の外務省による、在留届の提出義務のない日本国外への渡航者（3か月未満や住所・居所を定めない場合など）を対象にした海外安全情報配信サービスの登録システム。登録すると滞在先の緊急情報や安全情報をメールで受け取ることが出来る。2014年7月1日より運用開始。
2013年1月のアルジェリア人質事件を教訓に、在留届の提出義務の対象となっていない3か月未満の短期渡航者（海外旅行者・出張者）に対して、渡航情報などの提供や緊急事態発生時の対応に活用することを目的とする。
在留届の提出対象とならないのは、3か月未満の場合と、住所・居所を定めない場合があるが、住所・居所を定めない3か月以上の滞在の場合も外務省はたびレジの利用を薦めている。